# Brigita Bukovec
Brigita Bukovec, född den 25 januari 1970 i Ljubljana, är en slovensk före detta friidrottare som tävlade i häcklöpning.
Bukovec första mästerskapsfinal var inomhus-VM 1993 i Toronto där hon slutade sjua på 60 meter häck. Vid inomhus-VM 1995 slutade hon på tredje plats på 60 meter häck. Samma år var hon i final på 100 meter häck vid VM i Göteborg där hon blev åtta. 
Under 1996 blev hon silvermedaljör vid inomhus-EM i Stockholm. Utomhus slutade hon på andra plats vid Olympiska sommarspelen 1996 efter Ludmila Engquist. Tiden från loppet 12,59, en hundradel från Engquist segertid, blev hennes personliga rekordtid på distansen. 
Under 1997 var hon i final vid VM i Aten och slutade då fyra på tiden 12,69. Hon deltog även vid EM i Budapest 1998 då hon blev tvåa efter Svetla Dimitrova. Hennes sista stora mästerskapsfinal var finalen vid inomhus-VM 1999 då hon slutade fyra.

## Personliga rekord
| Utomhus - 100 meter häck – 12,59 (Atlanta, 31 juli 1996) 0NR0 | Inomhus - 60 meter – 7,62 (Budapest, 18 februari 1990) - 50 meter häck – 6,70 (Budapest, 5 februari 1999) 0NR0 - 60 meter häck – 7,78 (Stuttgart, 7 februari 1999) 0NR0 |